# کنترل مدل پیشگو
کنترل مدل پیشگو روشی پیشرفته در فرایند کنترل بوده که در فرایندهای صنعتی بخصوص حوزه فرایندهای شیمیایی و فراورده‌های نفتی کابرد شایانی دارد
کنترل مدل پیشگو به خانواده‌ای از کنترل کننده‌ها گفته می‌شود که با استفاده از مدلی از پروسه و با مینیمم کردن یک تابع هزینه، سیگنال کنترلی را بدست می‌آوردند. سپس یک فرایند بهینه سازی بکار گرفته می‌شود تا با انتخاب مقادیر مناسب برای ورودی‌های کنترلی مناسب، کارایی سیستم در آینده مورد نظر  بهینه شود.
یکی از مزایای این روش این است که به جهت قابل فهم بودن اصول و مفاهیم پایه‌ای در این روش و سادگی تنظیم پارامترهای آن، تنها نیاز به اطلاعات کنترلی محدودی جهت بکارگیری این روش کنترلی می‌باشد. از دیگر مزایای آن می‌توان به سهولت بکارگیری آن در سیستمهای چند متغیره نام برد. همچنین شایان ذکر است که این الگوریتم ذاتاً زمانهای مرده را جبران می‌کند و هنگامیکه خروجی مرجع در زمانهای آینده شناخته شده‌است، عملکرد این الگوریتم  بسیار مناسب است.
در این روش؛ مدل عصبی یک پلنت غیر خطی، برای پیش‌بینی عملکرد پلنت درآینده استفاده می‌شود؛ سپس کنترل کننده (شبکه عصبی دیگر) سیگنال ورودی مناسبی را جهت بهینه سازی عملکرد پلنت در افق زمانی آیندهٔ مشخص محاسبه می‌کند.
در مبحث ساختارشناسی با اعمال ورودی‌های شناخته شده به پلنت و مدل شبکهٔ عصبی، از اختلاف آن‌ها در خروجی (خطا) برای ایجاد سیگنال خطا برای ایجاد سیگنال مربی جهت آموزش شبکه عصبی استفاده می‌شود.
این سیگنال به الگوریتم یادگیری داده می‌شود تا با پردازش آن چگونگی تغییرات مورد نیاز در وزن‌های شبکه عصبی به دست بیایند. از دیدگاه دیگر شبکه عصبی مدل کنندهٔ پلنت، با داشتن ورودی‌ها و خروجی‌های قبلی پلنت، مقادیر آیندهٔ خروجی پلانت را پیش‌بینی می‌کند